# Diegodendron
Diegodendron es un género monotípico perteneciente a la familia de las bixáceas que tiene una única especie: Diegodendron humbertii. Es originaria de Madagascar.

## Taxonomía
Diegodendron humbertii fue descrita por René Paul Raymond Capuron  y publicado en Adansonia: recueil périodique d'observations botanique, n.s. 3: 386, t. 5. 1963.